# Foire à l'ail et aux taraïettes
La foire à l'ail et aux taraïettes, créée au milieu du XVe siècle, est la plus ancienne foire de Marseille. Dite aussi foire de la Saint-Jean, elle fut d'abord consacrée à la vente des herbes de la saint-Jean, puis à partir de 1860 s'y adjoignit celle des taraïettes. Elle se déroule annuellement de la mi-juin à la mi-juillet sur le cours Belsunce.

## Historique
En 1447, le roi René, comte de Provence, créa deux foires pour Marseille, la foire de la Saint Martin et la foire de la Saint Jean, qui duraient dix jours chacune. Seule va survivre celle de la Saint Jean. Elle était uniquement spécialisée dans la vente des aulx. En juin 1526, François 1er confirma cette dernière.

## Emplacements
Au fil du temps, elle fut déplacée dans les quartiers de Marseille. En 1790, elle s'installa sur les allées des Capucines (actuelle allées Léon Gambetta). Puis elle se retrouva successivement en haut de la Canebière, sur les allées de Meilhan, au Cours Julien, au Cours d'Estienne d'Orves, au Cours Belsunce puis, à nouveau, sur les Allées de Meilhan, renommées la Canebière depuis 1927. Outre l'ail pendu en longs chapelets, on y proposait de l'oignon, du thym, du romarin, de la sarriette et du basilic. C'était les herbes de la saint-Jean de Provence,.

## Apparition des poteries

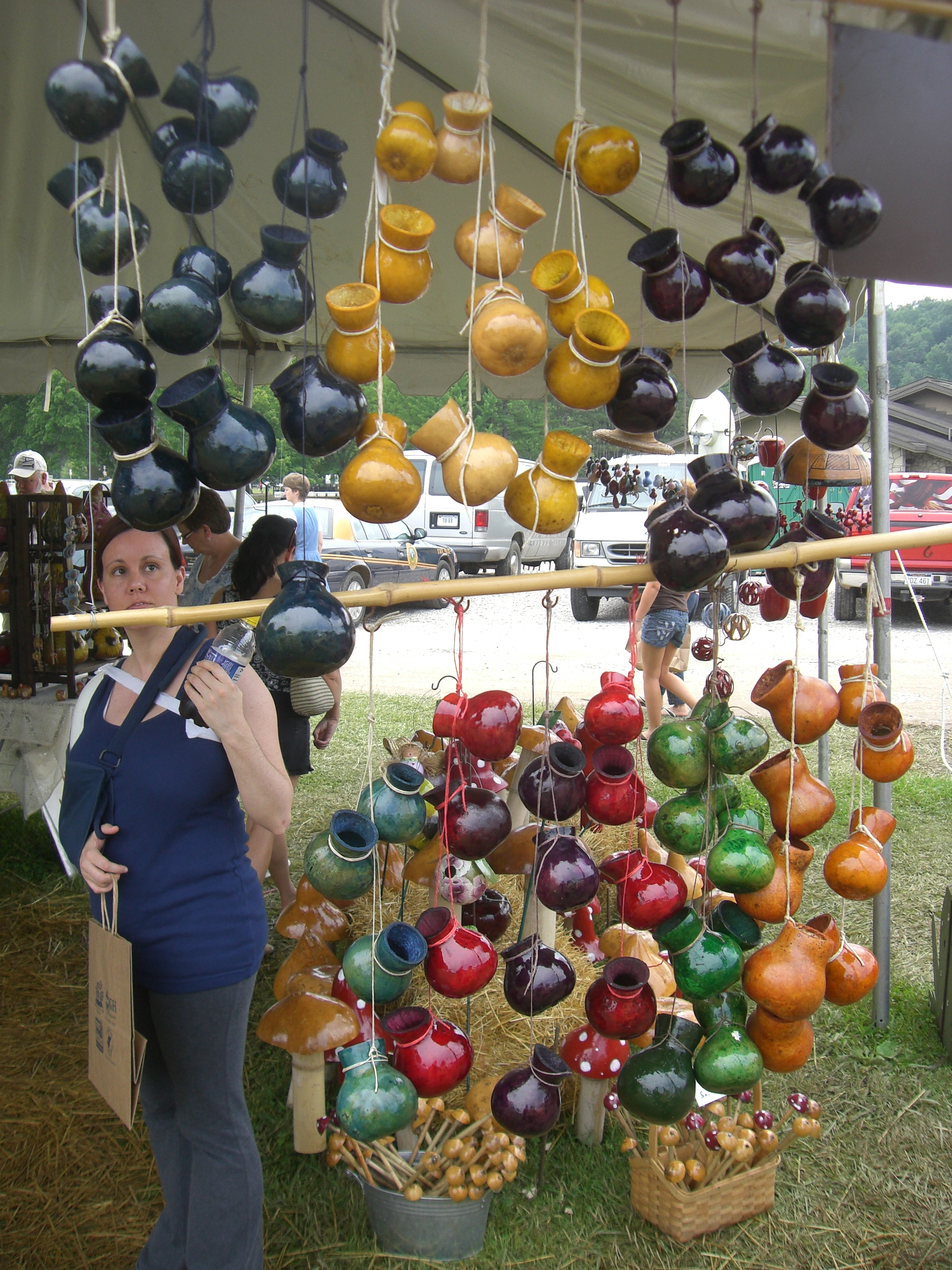
Foire aux taraïettes

Ce n'est que vers 1860 qu'apparurent les poteries utilitaires en argile cuite, du matériel de cuisine (grosses jarres à huile, à olives, terrines, daubières, vire-omelettes, gargoulettes, tians),, ainsi que les taraïettes, qui les reproduisaient en miniature pour le jeu des enfants,. Parmi ces poteries miniatures, les rossignols furent vite les plus populaires. 
Allibert de Berthin, en 1872, note que lors de la foire de la Saint-Jean « À côté des marchands d'ail, nous voyons quelques revendeuses de taraïllettes, petites vaisselles communes que les enfants achètent pour un sou la pièce. Jadis ces marchands faisaient grand commerce de sifflets en terre, en formes d'oiseaux, de jarrettes (petites cruches, qui, pleines d'eau, permettent d'imiter le chant du rossignol), et encore des trompettes de terre. Les gamins et les nervi ayant abusé de ces instruments de musique, la police a dû en interdire la vente. Aussi, n'entend-on plus ces sons discordants qui faisaient concurrence à la voix éraillée des marchands ».
Cette foire annuelle perdure toujours et se déroule durant un mois à partir de la mi-juin sur le cours Belsunce.

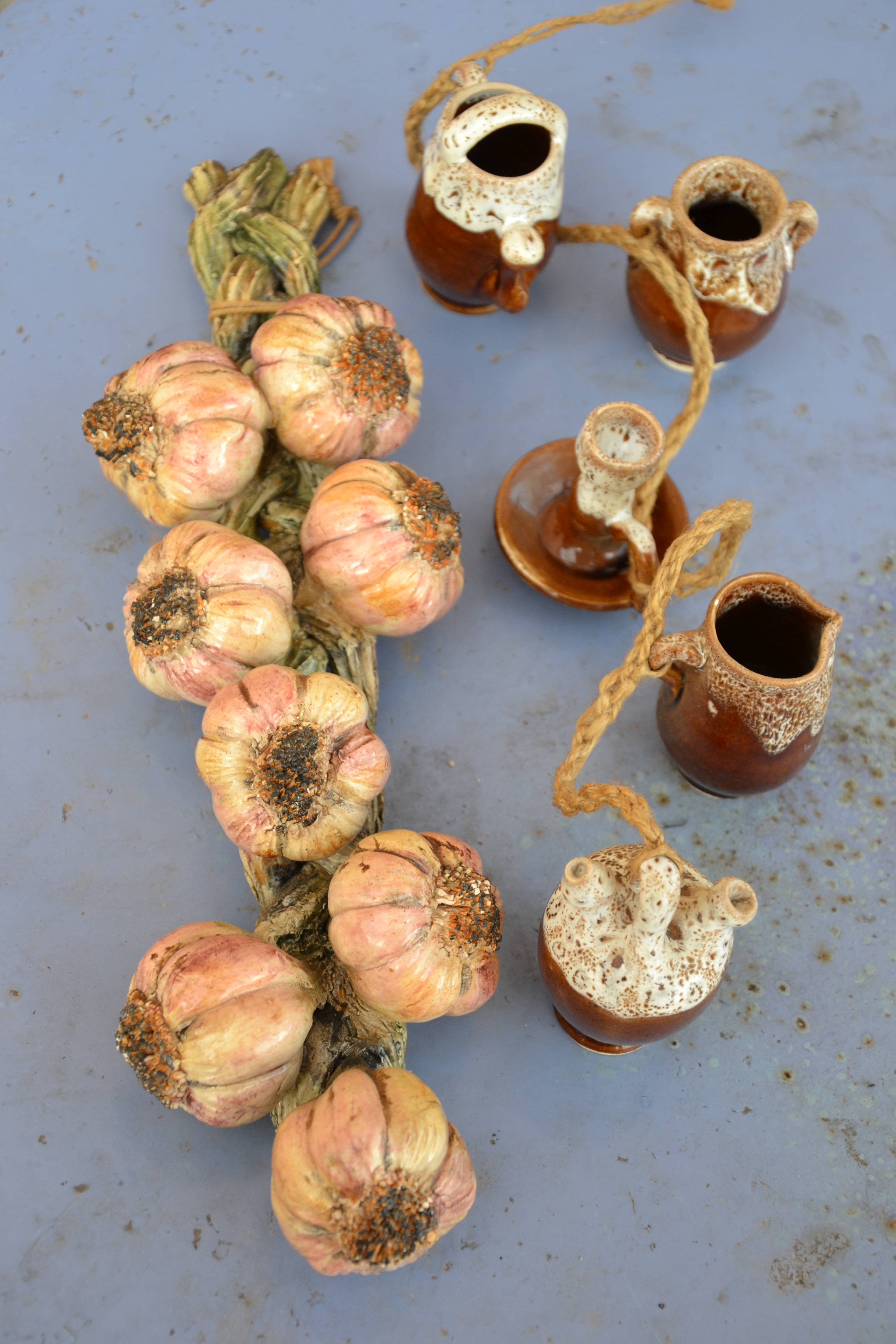
Ail et taraïettes
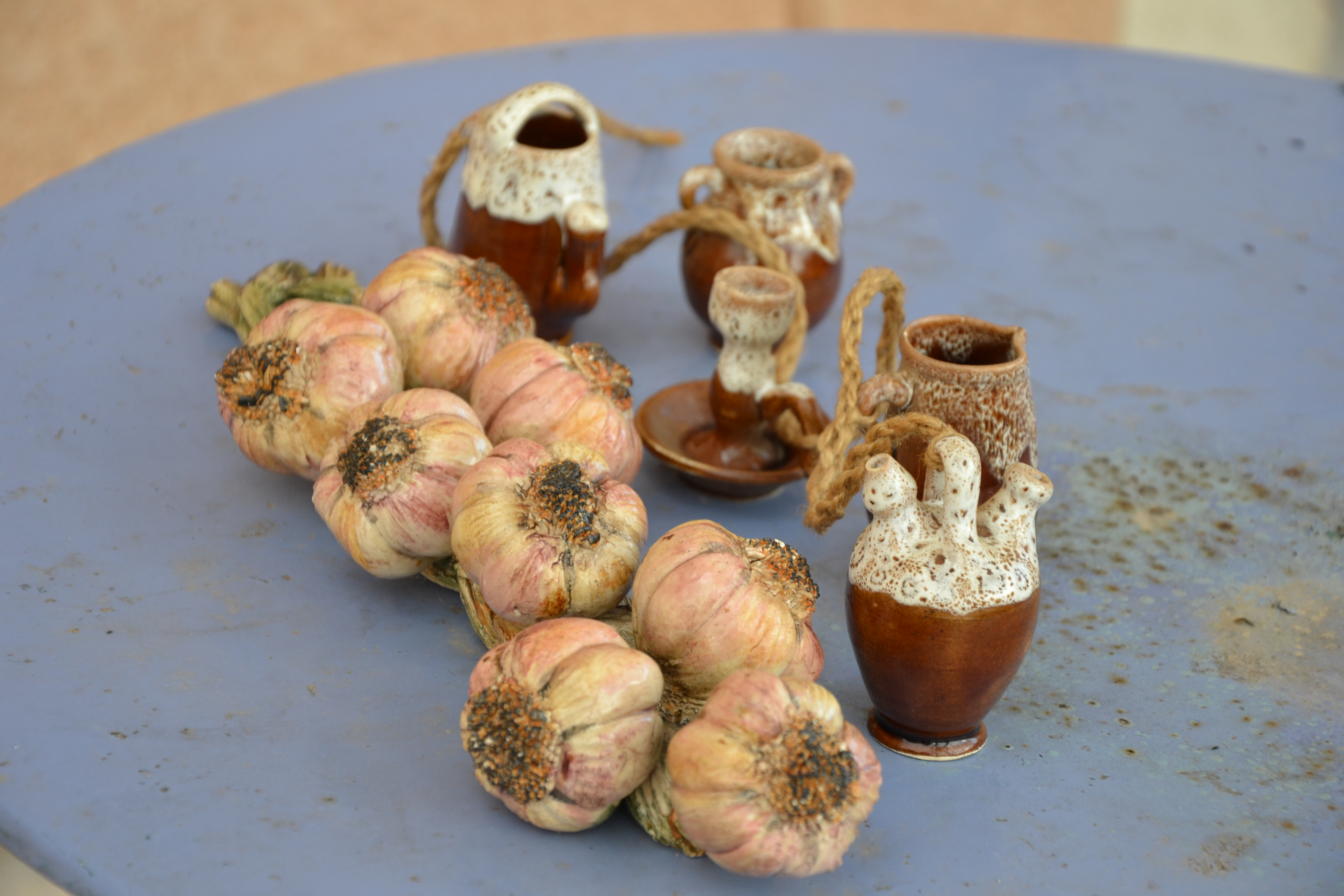
Tresse d'ail et taraïettes
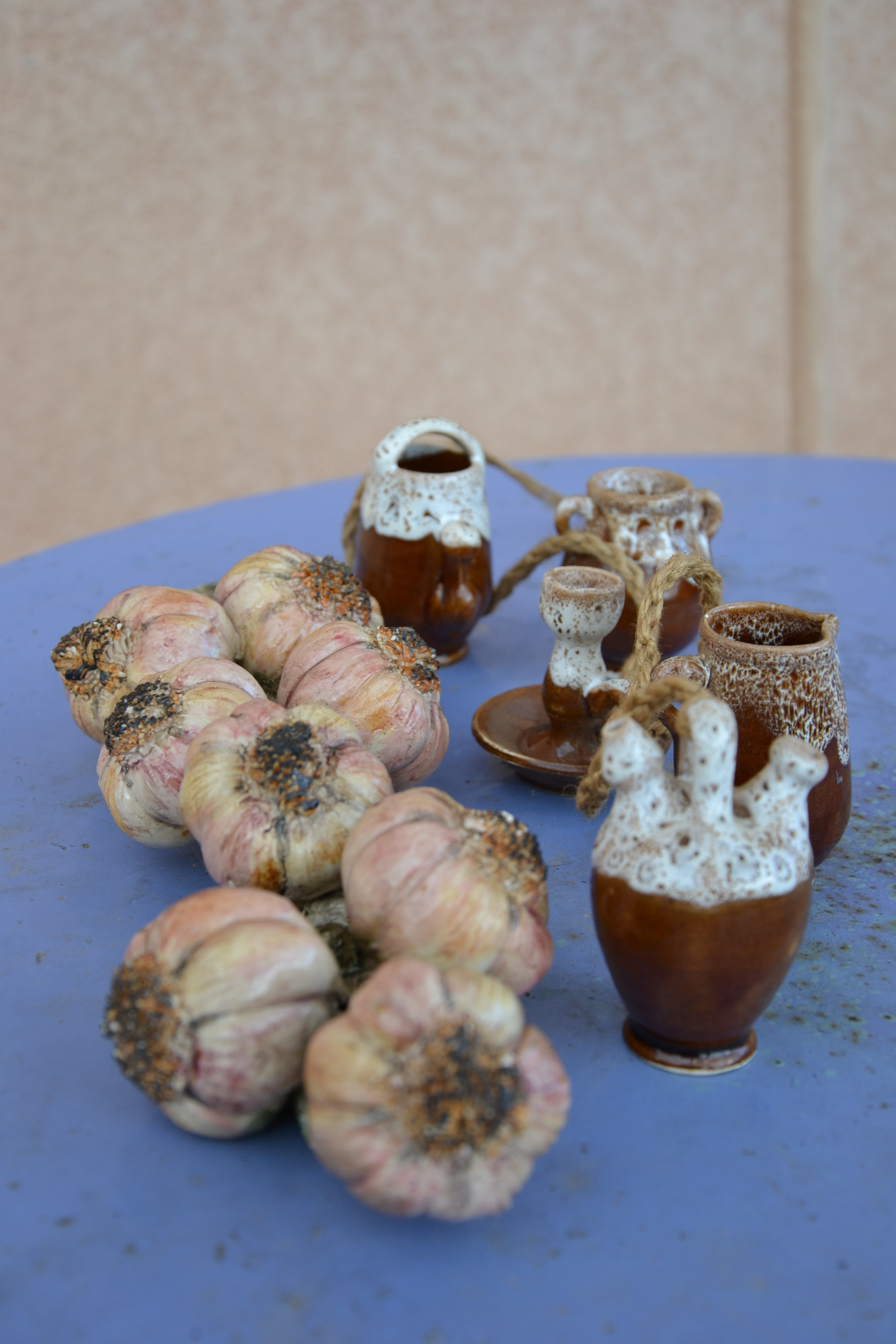
Taraïettes et tresse d'ail
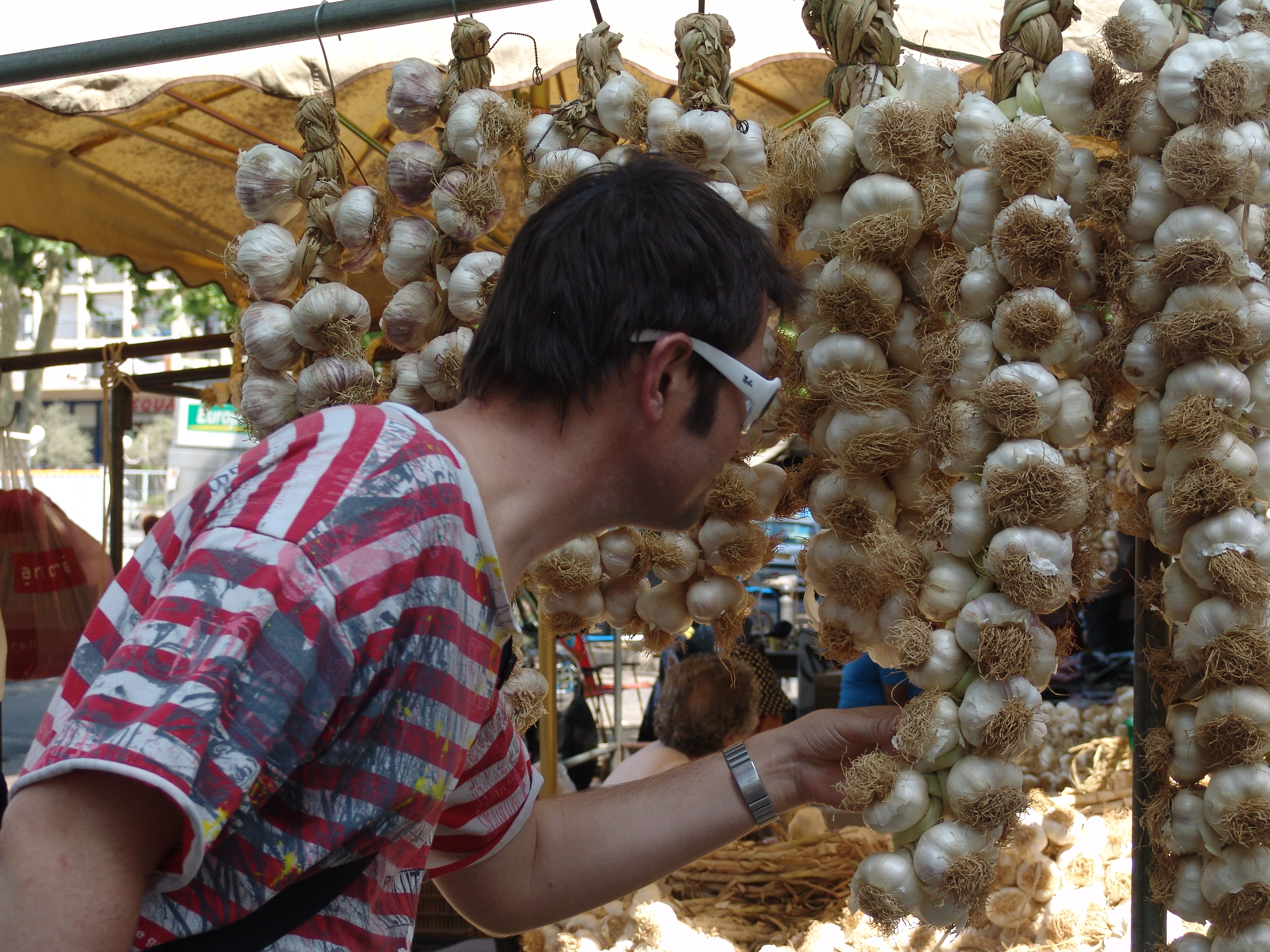
Foire à l'ail